# La Flamengrie, Nord

La Flamengrie este o comună în departamentul Nord, Franța. În 1 ianuarie 2022 avea o populație de 433 de locuitori.